# Саух, Ефросиния Архиповна
Ефросиния Архиповна Саух (22 октября 1912, Семаковка — 1 июня 1993, Семаковка, Житомирская область) — советский хозяйственный, государственный и политический деятель, Герой Социалистического Труда.

## Биография
Родилась в 1912 году в Волынской  губернии. Член КПСС с 1942 года.
С 1929 года — на хозяйственной, общественной и политической работе. В 1929—1980 гг. — колхозница, звеньевая колхоза имени И. В. Сталина Емильчинского района, обладательница мирового рекорда урожая льна-долгунца из семян советского сорта «светоч», на работе в сельском хозяйстве в Емильчинском районе Житомирской области Украинской ССР.
Указом Президиума Верховного Совета СССР от 26 февраля 1958 года присвоено звание Героя Социалистического Труда с вручением ордена Ленина и золотой медали «Серп и Молот».
Избиралась депутатом Верховного Совета СССР 5-го и 6-го созывов.
Умерла в Емильчинском районе в 1993 году.